# Франц Душек
Франц Душек е чешки фотограф, известен като военен кореспондент в Руско-турската война (1877 – 1878).

## Биография
Работи като придворен фотограф на румънския княз Карол I.
При подготовката на Руско-турската война (1877 – 1878) е командирован като военен кореспондент към щаба на действащите румънска и руска армия на Балканския полуостров. Има достъп до висшето командване и права да фотографира Карол I и руския император Александър II.

### Фотографска дейност
Освен със статичен фотоапарат, работи и в движение, като създава репортажната снимка. Преминава целия път на войната.
Създава голяма серия снимки, които са с непреходна историческа стойност. Сред най-известните му работи са снимките на Карол I, Александър II, Александър I Батенберг, великите руски князе, видни военачалници и редови бойци. Снима първите носители на Георгиевския кръст „За храброст“ лейтенант Шестаков и лейтенант Дубасов, потопили турския монитор „Сейфи“ в Мачинския ръкав на р. Дунав. Шедьоври на историческата фотография са панорамните снимки на Свищов, Бяла, Никопол, Горна Студена и др. Запечатва форсирането на Дунав при Зимнич-Свищов, обсадата и превземането на Плевен др.
Неговите снимки от войната са открити в семейния архив на Бърлич Манджурис в гр. Риека. Обединени са от фотографа Иво Хаджимишев с фронтовите фотографии на руски военен кореспондент капитан А. Д. Иванов в изложба, озаглавена „Забравените фотографии от Руско-турската война 1877 – 1878 г. Завръщане в България след 130 години“.